# Mirzakarim Norbekov
Mirzakarim Sanakulovič Norbekov (rusky Мирзакарим Санакулович Норбеков, * 17. listopadu 1957) je učitel alternativní medicíny původem z Uzbekistánu, známý především v zemích bývalého Sovětského svazu. Napsal několik bestsellerů, kde vysvětluje jak se cítit šťastně a žít zdravým životem, přičemž pacienti by měli převzít aktivní úlohu při léčení svých nemocí. Pořádá také semináře v Rusku a dalších zemích, kde prezentuje své znalosti.

## Knihy v češtině
Centrum Norbekova vydal knihu:
- Zkušenost hlupáka aneb klíč k prozření, Jak se zbavit brýlí (2014)

Vydavatelství Lott vydalo následující tituly:
- Jak se zbavit brýlí – zkušenosti hlupáka aneb klíč k prozření (2002)
- Lekce Dr. Norbekova – Cesta k mládí a zdraví (2004)
- Trénink těla a ducha – Klíče k systému sebeuzdravení (2005)